# Setge d'Arle (508)
El setge d'Arle de 508 fou un combat entre merovingis i burgundis, que pretenien ocupar la Provença, i els visigots del Regne de Tolosa, que van tenir el suport del Regne dels ostrogots.

## Antecedents
Després de la Caiguda de l'Imperi Romà d'Occident, els francs van crear el seu propi regne sota la dinastia merovíngia, i volien expulsar els visigots de la Gàl·lia pel seu arrianisme. Ajudat pel clergat catòlic i les poblacions gal·les dominades pels arrians visigots i burgundis, i induït per la seva dona Clotilde de Borgonya, que volia venjar el seu pare Khilperic II de Burgúndia, Clodoveu I va decidir-se a atacar el Regne de Burgúndia el 500.
Després de la seva derrota en la batalla de Dijon, Gundebald abandonà Dijon i fugí al sud, perseguit per Clodoveu i Godegisil, deixant Lió i Viena del Delfinat a Clodoveu, i finalment el va esperar a Avinyó, on va ser encalçat, on va signar la pau a canvi de fer-se tributari i cedir Viena del Delfinat al seu germà. Però fou finalment derrotat i mort pel seu rival, quan aquest va atacar la capital el 502.

## El setge
Probablement a la tardor de 507, en tornar de la campanya a Septimània, la ciutat fou assetjada per una coalició de burgundis reforçats amb francs, però lluny de donar la benvinguda a aquests invasors, es defensà dels atacs amb molta energia.
Temorós que la inestabilitat a la Gàl·lia s'estengués a Itàlia, Teodoric el Gran va enviar un exèrcit, que va sortir cap a la Provença el 24 de juny 508, comandat per Ibbas, per assegurar la frontera a l'est del Roine i el sud del Durance, i prengué Marsella.
Una acció vigorosa del general Tuluin va repel·lir els atacants en el marge dret i permeté el control del pont de Constantí, que connecta la ciutat amb l'illa de la Camarga, al nord de la ciutat, als peus de les muralles. Les tropes franques i borgonyones van aixecar el setge amb una gran derrota, perdent 30.000 soldats. Els ostrogots van tornar a la ciutat i portaren una enorme quantitat de presos que ompliren la basílica i fins a la casa del bisbe, i Cesari d'Arle va haver de fondre la plata de l'església per alliberar els captius.

## Conseqüències
Teodoric el Gran va donar suport a Amalaric com a rei dels visigots, i va enviar Ibba a combatre Gesaleic, prenent Carcasona i Narbona el 509, obligant-lo a refugiar-se a Bàrcino, on fou atacat i deposat el 510.